# New Model Army (band)

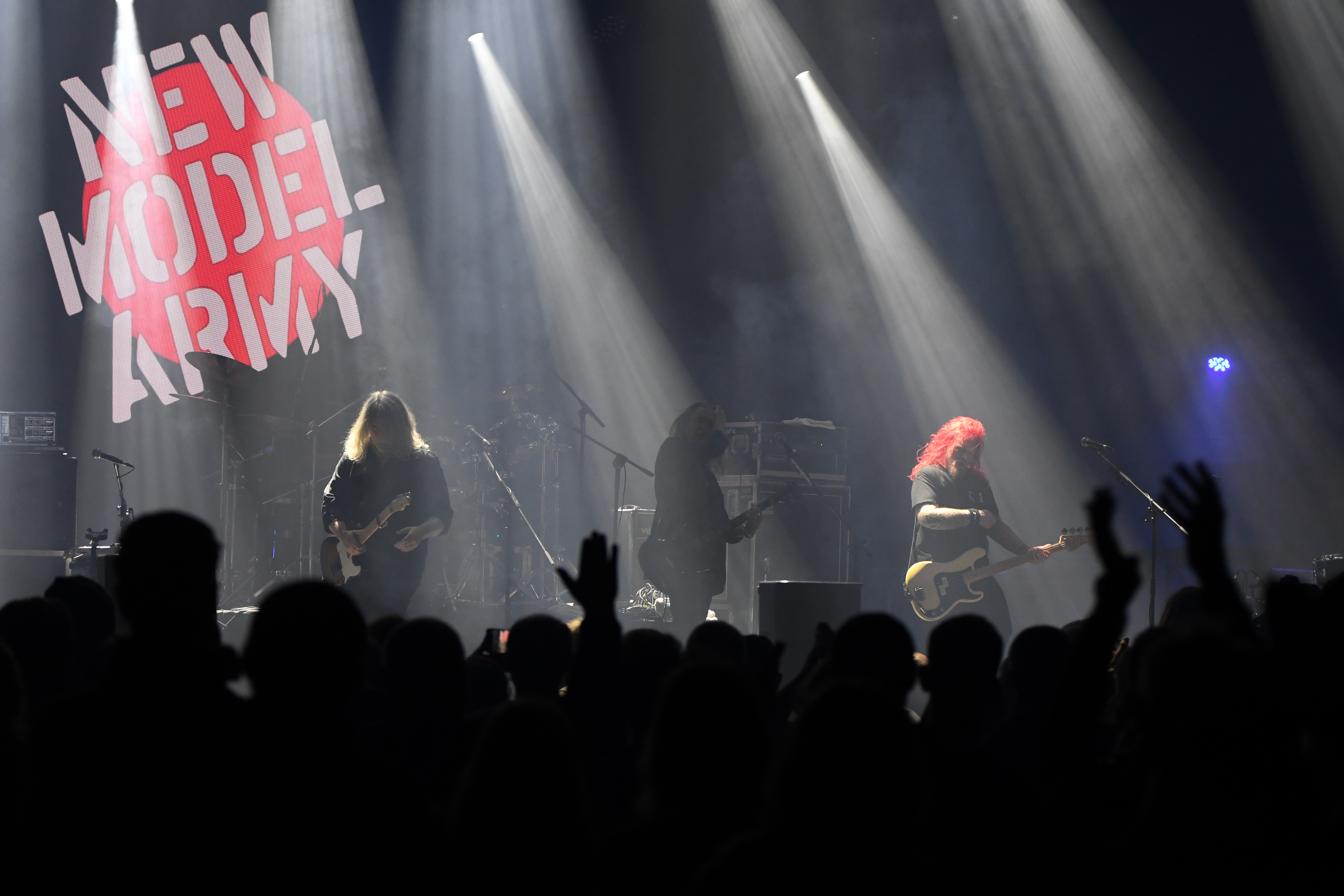
New Model Army in 2023

New Model Army is een Engelse rockband uit Bradford. Hun muziek wordt omschreven als rock, punk, folkrock of postpunk.
De band is vernoemd naar het Engels revolutionaire leger van Oliver Cromwell. Onder leiding van gitarist-zanger Justin Sullivan (die zichzelf in in de vroege jaren 80 'Slade De leveller' noemde), heeft de groep een uiterst loyale, wereldwijde fanbasis opgebouwd, met de naam The Family. Ed Alleyne-Johnson, bespeler van de elektrische viool, maakte lange tijd deel uit van de band. Hij speelde mee op de single "Vagabonds", en op hun albums Thunder & Consolation (1989) en Impurity (1990). Hij toerde vijf jaar mee met de band. New Model Army trad voor het eerst op in Bradford, op 23 oktober 1980. De oprichters waren Justin Sullivan, Stuart Morrow en Phil Tompkins. Na enkele maanden verliet Tompkins de band en werd vervangen door Rob Waddington die op zijn beurt vervangen werd in de zomer van 1982 door Robert Charles Heaton. De eerste albums werden gemaakt in de samenstelling Justin Sullivan, Robert Heaton, Stuart Morrow. De huidige line-up bestaat uit Justin Sullivan, Dean White, Michael Dean en Ceri Monger.

## Overzicht
New Model Army's vroegste materiaal op hun debuutalbum Vengeance (1984) werd omschreven als "crusty-punk", zij het meer melodisch dan het werk van andere bands uit de eerste golf van punkmuziek.
Hun teksten zijn vaak poëtisch, maar drukken ook politieke en humanitaire boodschappen uit. Liederen als "51st State" (tekst geschreven door Ashley Cartwright van 'The Shakes') bezorgden de band een cultstatus bij bewegingen tegen Amerikaans imperialisme, maar zorgden er evenzeer voor dat het moeilijker werd voor de band om in de Verenigde Staten te toeren. De tegenstelling en de zoektocht naar waarheid in New Model Army's teksten zijn te vinden bij de Quaker- en literaire opvoeding die zanger Justin Sullivan genoot.
Als band heeft New Model Army of kortweg NMA een nauwe relatie met de Engelse artieste, novelliste en poëte Joolz Denby, die vaak vermeld staat als consultant of muze en soms zelfs als coauteur. Sullivan en Denby waren lange tijd partners en Denby was ook de eerste manager van de band. Zij is ook verantwoordelijk voor het artwork van de albumhoezen, merchandise etc. The Arts Council/Yorkshire Museums & Galleries international touring exhibition, de tentoonstelling van Denby's artwork voor NMA, en hun memorabilia genaamd One Family, One Tribe - The Art & Artefacts Of New Model Army, is uniek in de manier van presenteren van het artwork van een bestaande rock band. NMA en Denby stonden vaak samen op dezelfde affiche voor live optredens.

## Carrière
De band is vernoemd naar het Engels revolutionaire leger van Oliver Cromwell. Onder leiding van gitarist/zanger, Justin Sullivan (die zichzelf in in de vroege jaren 80 'Slade De leveller' noemde), heeft de groep een uiterst loyale, wereldwijde fanbasis opgebouwd, met de naam The Family. New Model Army toerde regelmatig met meer dan vijf bandleden.
In november 1985 berichtte het muziekmagazine NME dat New Model Army geen werkvergunning voor de Verenigde Staten kreeg. Dit kwam doordat het Immigratie Departement van de Verenigde Staten gezegd had dat hun werk geen 'artistieke waarde' had. Nigel Morton, NMA's toenmalig manager, reageerde dat "als het aankomt op het credo van de band, dit vreemd is omdat Billy Bragg en Poison Girls, wiens credo hetzelfde is als dat van NMA, allen recent toegelaten werden tot de VS. We zijn ondertussen tegen de beslissing in beroep gegaan." In de editie van december 1986 van het magazine stond dat New Model Army eindelijk toegestaan werd om te toeren in de VS.
In januari 1993, net zes maanden nadat Sullivan bijna per ongeluk geëlectrocuteerd werd op de buhne, bracht de band de single uit "Here Comes the War". De resulterende controverse kwam van de bijgesloten instructies om een nucleair wapen te maken.
Het ex-New Model Army-lid Ricky Warwick vormde The Almighty in 1988. Voormalige leden Chris McLaughlin en Stuart Morrow speelden in de band Loud tussen 1989 en 1993. Ed Alleyne-Johnson, bespeler van de elektrische viool, maakte lange tijd deel uit van de band. Hij speelde mee op de single "Vagabonds", en op hun albums Thunder & Consolation (1989) en Impurity (1990). Hij toerde vijf jaar mee met de band. Alleyne-Johnson bracht later verschillende solo-albums uit, waaronder Ultraviolet (1994), dat piekte op nummer 68 in het Verenigd Koninkrijk.
De band toert ook als 'Justin Sullivan and Friends' in een kleinere, meer akoestische en intieme setting. Deze setting groeide uit het poëtencollectief 'Red Sky Coven' bestaande uit onder meer Sullivan en Denby. Begin 2003 bracht Sullivan Navigating by the Stars uit, een soloalbum dat hij opnam met andere bandleden Michael Dean (drums), Dean White (gitaar), Danny Thompson (contrabas) en Mark Feltham (harmonica).
In 2004 overleed drummer Robert Heaton aan alvleesklierkanker. Het laatste album waar Heaton aan meewerkte was Strange Brotherhood (1998), tegelijk het eerste album van NMA op hun eigen onafhankelijke label Attack Attack Records.
Na een korte tournee aan het eind van 2004 keerde de band terug naar de studio om hun negende album op te nemen Carnival (2005). EMI heeft eerder vier geremasterde albums uitgebracht. Het volgend studioalbum High werd in het Verenigd Koninkrijk uitgebracht op 20 augustus 2007. Op 5 september 2007 werd de Noord-Amerikaanse tour van NMA die 'High' ondersteunde afgelast wegens de weigering tot visa voor de bandleden door de Amerikaanse Immigratiedienst. Today Is a Good Day, werd uitgebracht in september 2009. Op 3 en 4 december 2010 speelde de band twee concerten in het London Forum om hun dertigste verjaardag te vieren, waarna een tour volgde door Europa, Brazilië en de Verenigde Staten.
Het twaalfde album Between Dog and Wolf werd uitgebracht in september 2013 in een productie van Joe Barresi. Het was het eerste album van New Model Army sinds The Love of Hopeless Causes in 1993 dat de Britse album top 40 haalde met als piek plaats 34 in de maand na de release. Het daaropvolgende album van NMA heet Between Wine And Blood en zag het daglicht in september 2014. Het is een dubbelalbum met een studio- en een liveversie. De studioversie bestaat uit zes eerder onuitgegeven songs van de Between Dog and Wolf sessies. De livenummers werden opgenomen tijdens de tour van 2013 en zijn allen nummers van het vorige album. In oktober 2014 verscheen er ook een documentairefilm over de band: Between Dog and Wolf: The New Model Army Story. Deze docu van de hand van regisseur Matt Reid kende zijn première op het Raindance Film Festival in Londen en op het Festival du nouveau cinéma in Montreal. Op 26 augustus 2016 kwam het veertiende studioalbum van de band uit met als titel Winter. Er staan dertien songs op en het werd opnieuw uitgebracht op het eigen label Attack Attack Records. 
In het weekend van 13, 14 en 15 april 2018 gaf de band een unieke serie van 3 concerten in de Round Chapel, Hackney, London. Deze concerten kenmerkten zich als uniek doordat de band een keuze van hun repertoire samen speelde met het duizendkoppige publiek die door community singing de zangpartijen voor hun rekening namen. Een registratie van deze concerten is in 2018 uitgebracht als livealbum onder de titel Night Of A Thousand Voices. 
In het vroege voorjaar van 2019 werkte de band aan het vijftiende studioalbum From Here op het eiland Giske in Noorwegen. In negen dagen tijd werd het volledige album opgenomen. From Here bevat 12 songs en werd wereldwijd uitgebracht op 23 augustus 2019.
Naar aanleiding van de veertigste verjaardag van de band, speelde New Model Army onder meer op 15 juli 2022 een eenmalig concert met het symfonische orkest Orchestra Sinfonia Leipzig in Berlijn. De registratie van dit eerder door covid uitgestelde concert mondde op 15 september 2023 uit in de release van het dubbele livealbum en dvd video Sinfonia.
In 2021 startte de band met het schrijven aan een nieuwe plaat tegen een achtergrond van 'snelle veranderingen', maar zag dit proces onderbroken door de vaak uitgestelde 40th Anniversary tour en het Sinfonia-project. Het album met als titel Unbroken en gemixt door Tchad Blake, raakte uiteindelijk afgewerkt rond oktober 2023. Op 26 januari 2024 kwam dan officieel hun zestiende studioalbum uit. Het eerste deel van de daarbijbehorende Unbroken Tour 2024 doet Europa aan in de eerste helft van het jaar, met onder meer een concert in Het Depot in Leuven, einde maart, en data in Eindhoven, Zwolle en Utrecht. New Model Army wordt daarbij vergezeld door keyboardspeler Nguyen Green.

## Belangrijkste leden
- Justin Sullivan - Gitarist/zanger - geboren 8 april 1956, Jordans, Buckinghamshire, Engeland
- Robert Heaton - Drummer - geboren Robert Charles Heaton, 6 juli 1961, Knutsford, Cheshire; overleden aan alvleesklierkanker, 4 november 2004.
- Nelson - Bassist - geboren Peter Leslie Nice; was 22 jaar bij de band (1990 – 2012).

## Discografie

### Studioalbums
- Vengeance (1984)
- No Rest for the Wicked (1985)
- The Ghost of Cain (1986)
- Thunder and Consolation (1989)
- Impurity (1990)
- The Love of Hopeless Causes (1993)
- Strange Brotherhood (1998)
- Eight (2000)
- Carnival (2005)
- High (2007)
- Today Is a Good Day (2009)
- Between Dog And Wolf (2013)
- Between Wine And Blood (2014)
- Winter (2016)
- From Here (2019)
- Unbroken (2024)

#### Livealbums
- Raw Melody Men (1991)
- ...& Nobody Else (1999)
- Fuck Texas, Sing for Us (2008)
- Between Wine And Blood (2014)
- Night Of A Thousand Voices (2018)
- Sinfonia (2023)